# Сан-Фелис-ди-Балсас

Сан-Фелис-ди-Балсас на карте штата.

Сан-Фелис-ди-Балсас (порт. São Félix de Balsas) — муниципалитет в Бразилии, входит в штат Мараньян. Составная часть мезорегиона Юг штата Мараньян. Входит в экономико-статистический микрорегион Шападас-дас-Мангабейрас. Население составляет 4702 человека на 2010 год. Занимает площадь 2032,364 км². Плотность населения — 2,31 чел./км².

## Демография
Согласно сведениям, собранным в ходе переписи 2010 г. Национальным институтом географии и статистики (IBGE), население муниципалитета составляет:
| Полное население                               | Полное население                               | Полное население                               | Полное население                               | 4702  |
| ---------------------------------------------- | ---------------------------------------------- | ---------------------------------------------- | ---------------------------------------------- | ----- |
| в том числе:                                   | Городское население                            | 1628                                           | Процент городского населения, %                | 34,62 |
|                                                | Сельское население                             | 3074                                           | Процент сельского населения, %                 | 65,38 |
|                                                | Мужское население                              | 2454                                           | Процент мужского населения, %                  | 52,19 |
|                                                | Женское население                              | 2248                                           | Процент женского населения, %                  | 47,81 |
| Плотность населения, чел/км²                   | Плотность населения, чел/км²                   | Плотность населения, чел/км²                   | Плотность населения, чел/км²                   | 2,31  |
| Население муниципалитета в % к населению штата | Население муниципалитета в % к населению штата | Население муниципалитета в % к населению штата | Население муниципалитета в % к населению штата | 0,07  |

По данным оценки 2016 года, население муниципалитета составляет 4518 жителей.

## Статистика
- Валовой внутренний продукт на 2003 год составляет 8 033 938,00 реалов (данные: Бразильский институт географии и статистики).
- Валовой внутренний продукт на душу населения на 2003 год составляет 1707,90 реалов (данные: Бразильский институт географии и статистики).
- Индекс развития человеческого потенциала на 2000 год составляет 0,595 (данные: Программа развития ООН).